# Doxozilora punctata
Doxozilora punctata is een keversoort uit de familie zwamspartelkevers (Melandryidae). De wetenschappelijke naam van de soort werd in 1909 gepubliceerd door Thomas Broun.